# آيت حمو زكري (آيت يعقوب)
آيت حمو زكري هو دُوَّار يقع بجماعة آيت بلقاسم، إقليم الخميسات، جهة الرباط سلا القنيطرة في المملكة المغربية. ينتمي الدوّار لمشيخة آيت يعقوب التي تضم 7 دواوير. يقدر عدد سكانه بـ 303 نسمة حسب الإحصاء الرسمي للسكان والسكنى لسنة 2004.

## وصلات خارجية
- البوابة الوطنية للجماعات الترابية
- المندوبية السامية للتخطيط